# ラッセル・トレーナー
ラッセル・レイモンド・トレーナー（Russell Raymond Trainer、1921年12月25日 - 1992年12月12日）は、『ロリータ・コンプレックス』という著作で知られているアメリカ合衆国の著作家、心理学者。

## 生涯
トレーナーはミシガン州デトロイトで生まれ、デトロイト大学法学部に入学した。彼は第二次世界大戦でフィリピンで歩兵として従軍し、ブロンズスターメダルを受章した。トレーナーは2度結婚し、6人の子供を儲けた。1966年にはカリフォルニア州に居を構え、出版社を設立し、自らの著作と近いジャンルの本を売り出した。1992年にカリフォルニア州ストックトンで死去した。

## 著作
- R.トレイナー著、飯田隆昭訳『ロリータ・コンプレックス』太陽社〈太陽選書〉、1969年、国立国会図書館書誌ID:000001124834
  - ラッセル・トレイナー著、飯田隆昭訳『ロリータ・コンプレックス 2版』太陽社〈太陽選書〉、1974年、国立国会図書館書誌ID:000002580932
  - ラッセル・トレイナー著、飯田隆昭訳『ロリータ・コンプレックス 改訂版』太陽社〈太陽選書〉、1998年、国立国会図書館書誌ID:028802320